# Ceuthostoma terminale
Ceuthostoma terminale är en tvåhjärtbladig växtart som beskrevs av Lawrence Alexander Sidney Johnson. Ceuthostoma terminale ingår i släktet Ceuthostoma och familjen Casuarinaceae. Inga underarter finns listade i Catalogue of Life.